# L'Insoutenable Vérité
L'Insoutenable Vérité (Unthinkable) est un téléfilm américain réalisé par Keoni Waxman, diffusé le 22 avril 2007 sur Lifetime.

## Synopsis
L'inspecteur Jamie McDowell, élève seule son fils Peter âgé de 23 ans. Elle se retrouve chargée de l'enquête du meurtre de Kelly, la petite amie de son fils. Des indices amènent à penser que son fils est coupable.

## Fiche technique
- Titre original : Unthinkable
- Titre français : L'Insoutenable Vérité
- Réalisation : Keoni Waxman
- Scénario : Richard Leder
- Société de production : Nasser Entertainment
- Pays d'origine :  États-Unis
- Langue originale : anglais
- Durée : 90 minutes

## Distribution
- Michelle Forbes (VF : Emmanuèle Bondeville) : Jamie McDowell
- Steven Grayhm (VF : Damien Ferrette) : Peter McDowell
- Rachel Hayward (VF : Anne Rondeleux) : Susan Shaw
- Elyse Levesque (VF : Laura Préjean) : Kelly Shaw
- Philip Granger (VF : Renaud Marx) : Glen Dasher
- Jerry Wasserman (VF : Pierre Laurent) : Ed Callahan
- Barclay Hope : Dan Bell
- Graham Kosakoski (VF : Alexis Victor) : Ray Rankin
- Garry Chalk (VF : Philippe Catoire) : le capitaine Laughlan
- Karin Konoval (VF : Pascale Jacquemont) : le docteur Miriam Post
- Judith Maxie (VF : Anie Balestra) : la juge Waller
- Peter Kelamis (en) : Martin Parker
- Jenny Mitchell : Madame Foreman
- Bruno Verdoni : Ron Ainsley
- Floyd Faircrest : le voleur
- Tony Alcantar (en) : l'expert médico-légal
- Tyler McClendon : le policier

 Source et légende : version française (VF) sur RS Doublage et Doublagissimo